# O mână de oase
O mână de oase (engleză Bag of Bones) este un roman horror de Stephen King publicat în 1998, unul dintre primele romane care au o valoare culturală, în afară de una comercială. Un roman a cărui acțiune se petrece în Maine, ținut din care King a făcut mit. „Scriu despre Maine”, mărturisea scriitorul într-un interviu, „pentru că este locul pe care-l iubesc cel mai mult. Îmi amintesc că am citit într-o carte, de Edward Arlington Robinson, cred, un poet din Maine, că «un loc e-al tău dacă știi unde duc toate drumurile»”.
Romanul a câștigat 'British Fantasy Award' în 1999.

## Prezentare
Scris la persoana întâi, romanul debutează cu moartea soției scriitorului-narator, Mike Noonan, moarte datorată unui atac cerebral. După moartea soției, cel care fusese până atunci unul dintre scriitorii foarte bine vânduți ai momentului intră într-o perioadă de blocaj, nemaifiind capabil să creeze.
Sperând că îi va reveni inspirația, hotărăște să se retragă la casa de vacanță a familiei, pe malul lacului Dark Score, în ținutul Maine, casă numită Sara Laughs, după numele fostului proprietar, o cântăreață de culoare care fusese ucisă în acele locuri. Casa e bântuită... Noonan e chinuit și el de propriii lui demoni... Spiritele nu au odihnă...

## Ecranizare
- O mână de oase, 2011, cu Pierce Brosnan, Annabeth Gish și Melissa George; regia Mick Garris după un scenariu de Matt Venne